# Morti nel 1990/Giugno
| Questa pagina contiene informazioni ricavate automaticamente dalle voci biografiche con l'ausilio del template Bio e di un bot. L'aggiornamento è periodico e automatico e ricostruisce completamente la pagina. Se manca una persona in questa lista, sei pregato di non aggiungerla, ma accertati piuttosto che la sua voce biografica contenga il template Bio e che i dati anagrafici siano correttamente compilati. Se il template Bio manca, inseriscilo tu stesso o, in alternativa, metti l'avviso {{tmp\|Bio}} che ne segnala la mancanza. Se i dati riportati sono sbagliati, correggi direttamente la voce biografica; le modifiche saranno visibili in questa lista entro pochi giorni. Per chiarimenti vedi il progetto biografie. La lista contiene solo le 83 persone che sono citate nell'enciclopedia e per le quali è stato implementato correttamente il template Bio. Pagina aggiornata al 3 mar 2024. |

- 1º giugno - Nicola Campanile, carabiniere italiano (n. 1966)
- 1º giugno - Ringo De Palma, batterista italiano (n. 1963)
- 1º giugno - Mario Forziero, carabiniere italiano (n. 1960)
- 1º giugno - Wiesław Kielar, scrittore e direttore della fotografia polacco (n. 1919)
- 1º giugno - Ernesto Lino, calciatore italiano (n. 1909)
- 2 giugno - Vittorio Ansaldo, calciatore italiano (n. 1907)
- 2 giugno - Walter Davis Jr., pianista statunitense (n. 1932)
- 2 giugno - Rex Harrison, attore britannico (n. 1908)
- 2 giugno - Igor' Vladimirovič Usov, regista sovietico (n. 1928)
- 3 giugno - Tom Brown, attore e modello statunitense (n. 1913)
- 3 giugno - Robert Noyce, imprenditore e inventore statunitense (n. 1927)
- 3 giugno - Aino Taube, attrice svedese (n. 1912)
- 4 giugno - Stiv Bators, cantante e chitarrista statunitense (n. 1949)
- 4 giugno - Jakov L'vovič Bazeljan, regista sovietico (n. 1925)
- 4 giugno - Achille Bordoli, calciatore italiano (n. 1903)
- 4 giugno - Jack Gilford, attore e comico statunitense (n. 1907)
- 5 giugno - Alessandro Gerini, politico italiano (n. 1897)
- 5 giugno - Vasilij Vasil'evič Kuznecov, politico sovietico (n. 1901)
- 5 giugno - Charles Lambert, pallanuotista francese (n. 1932)
- 7 giugno - Barbara Baxley, attrice statunitense (n. 1923)
- 7 giugno - Mary Katherine Campbell, modella statunitense (n. 1905)
- 7 giugno - Petar Šegvić, canottiere jugoslavo (n. 1930)
- 8 giugno - Cesare Bortolotti, imprenditore e dirigente sportivo italiano (n. 1950)
- 8 giugno - José Figueres Ferrer, politico costaricano (n. 1906)
- 9 giugno - John Holland, ostacolista neozelandese (n. 1926)
- 10 giugno - Sofia Vanni Rovighi, storica della filosofia italiana (n. 1908)
- 11 giugno - Vicente Aguirre, calciatore argentino (n. 1901)
- 11 giugno - Dmitrij Bal'termanc, fotoreporter sovietico (n. 1912)
- 11 giugno - Giuseppe Bolognesi, calciatore italiano (n. 1908)
- 11 giugno - Vaso Čubrilović, insegnante, scrittore e politico serbo (n. 1897)
- 11 giugno - Oldřich Nejedlý, calciatore cecoslovacco (n. 1909)
- 11 giugno - Ede Rökk, calciatore ungherese (n. 1911)
- 12 giugno - Terence O'Neill, politico britannico (n. 1914)
- 12 giugno - Theodorico Haroldo de Oliveira, calciatore brasiliano (n. 1937)
- 13 giugno - Michiyo Kogure, attrice giapponese (n. 1918)
- 14 giugno - Erna Berger, soprano tedesco (n. 1900)
- 14 giugno - John Jairo Arias, criminale colombiano (n. 1961)
- 14 giugno - Ralf Liivar, calciatore estone (n. 1903)
- 14 giugno - Chet McNabb, cestista, giocatore di baseball e allenatore di pallacanestro statunitense (n. 1920)
- 14 giugno - Luis Vidales, poeta colombiano (n. 1904)
- 14 giugno - Raoul Vistoli, scultore, disegnatore e illustratore italiano (n. 1915)
- 15 giugno - Nobuo Arai, nuotatore giapponese (n. 1909)
- 15 giugno - Carlo Prosperi, compositore italiano (n. 1921)
- 15 giugno - Leonard Sachs, attore sudafricano (n. 1909)
- 16 giugno - Gertrude Baniszewski, criminale statunitense (n. 1928)
- 16 giugno - Thomas George Cowling, astronomo inglese (n. 1906)
- 16 giugno - Ángel Lozano, cestista spagnolo (n. 1922)
- 16 giugno - Feliciano Monti, allenatore di calcio e calciatore italiano (n. 1902)
- 16 giugno - Mimì Quilici Buzzacchi, pittrice italiana (n. 1903)
- 16 giugno - Eva Turner, soprano britannico (n. 1892)
- 17 giugno - Giuseppe Arezzi, calciatore italiano (n. 1917)
- 17 giugno - Slavko Milošević, calciatore e allenatore di calcio jugoslavo (n. 1908)
- 17 giugno - Jim Nance, giocatore di football americano statunitense (n. 1942)
- 18 giugno - Anna Maria Dossena, attrice italiana (n. 1912)
- 18 giugno - James Edward Pough, criminale statunitense (n. 1948)
- 18 giugno - Henryk Roycewicz, cavaliere polacco (n. 1898)
- 19 giugno - Steen Eiler Rasmussen, scrittore e architetto danese (n. 1898)
- 20 giugno - Ina Balin, attrice statunitense (n. 1937)
- 20 giugno - Ewald Follmann, calciatore tedesco (n. 1926)
- 20 giugno - Jacques Nguyễn Ngọc Quang, vescovo cattolico vietnamita (n. 1909)
- 21 giugno - Luisa Aiani, architetta e designer italiana (n. 1914)
- 21 giugno - June Christy, cantante statunitense (n. 1925)
- 21 giugno - Ross Munro, giornalista e editore canadese (n. 1913)
- 22 giugno - Edoardo Bulgheroni, imprenditore e dirigente sportivo italiano (n. 1909)
- 22 giugno - Il'ja Michajlovič Frank, fisico sovietico (n. 1908)
- 22 giugno - Paula Ruutu, politica e docente finlandese (n. 1906)
- 23 giugno - Robert Usher, scenografo statunitense (n. 1901)
- 24 giugno - Marvin Burns, nuotatore e pallanuotista statunitense (n. 1928)
- 24 giugno - William Kneale, logico e filosofo britannico (n. 1906)
- 24 giugno - Germán Suárez Flamerich, politico venezuelano (n. 1907)
- 25 giugno - Jorge Alcalde, calciatore peruviano (n. 1916)
- 25 giugno - Giuseppe Arata, avvocato e politico italiano (n. 1901)
- 25 giugno - Peggy Glanville-Hicks, compositrice e critica musicale australiana (n. 1912)
- 25 giugno - Melba Roy Mouton, matematica statunitense (n. 1929)
- 25 giugno - Giuseppe Olivieri, criminale e mafioso italiano (n. 1946)
- 25 giugno - Evgenija Sečenova, velocista sovietica (n. 1918)
- 26 giugno - Werner Kloos, storico dell'arte e scrittore tedesco (n. 1909)
- 26 giugno - Joseph Licklider, informatico e psicologo statunitense (n. 1915)
- 26 giugno - Hans Schwerdtfeger, matematico tedesco (n. 1902)
- 27 giugno - Lea Ignatius, artista finlandese (n. 1913)
- 27 giugno - José Clemente Maurer, cardinale e arcivescovo cattolico tedesco (n. 1900)
- 29 giugno - Irving Wallace, scrittore statunitense (n. 1916)
- 30 giugno - Ernst Hölder, matematico tedesco (n. 1901)